# Épuration légale

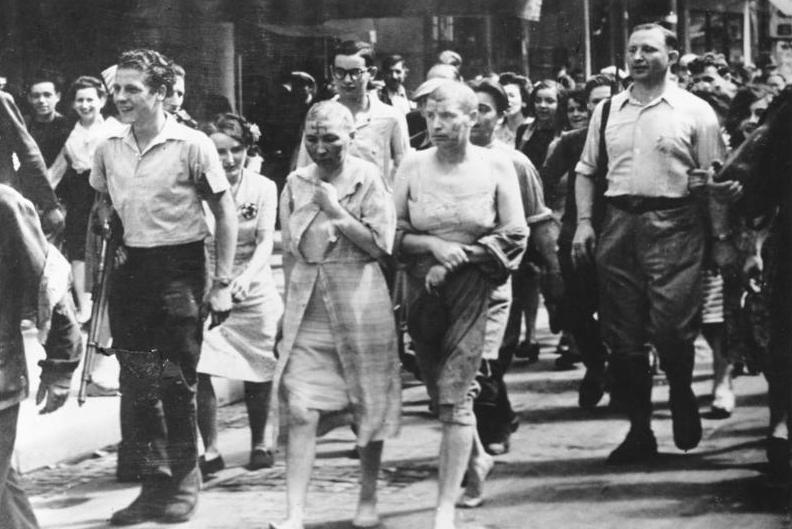
Donne francesi rasate, accusate di collaborazionismo (Parigi, estate 1944).

L'Épuration légale (epurazione alla Liberazione in Francia) colpì le persone che collaborarono, o comunque considerate collaboratori, con le autorità di occupazione naziste. In Francia, alla Liberazione, si mescolarono i sentimenti di gioia, desiderio di vendetta e regolamento di conti, dei membri della resistenza contro la popolazione collaborazionista. L'epurazione extragiudiziale provocò la morte di circa 9.000 persone, un terzo delle quali per mano dei combattenti della resistenza. Il deputato socialista Adrien Tixier, Ministro dell'Interno nel marzo 1945, riferì ai rappresentanti di De Gaulle che ebbero luogo circa 105.000 esecuzioni tra agosto 1944 e marzo 1945.
Successivamente all'epurazione extragiudiziale subentrò l'epurazione giudiziaria, esercitata attraverso i tribunali speciali, l'Alta Corte di giustizia, i tribunali di giustizia e le camere civiche nei confronti di quelle azioni non punibili dal codice penale. La giuria d'onore raccolse più di 300.000 fascicoli, di cui 127.000 portati a sentenza e 97.000 a condanne variabili da un minimo di cinque anni per il reato di indegnità nazionale fino alla pena di morte. Per contenere il problema serpeggiante nella popolazione, il governo della Repubblica francese votò tre amnistie, nel 1947, nel 1951 e nel 1953. Il cinquantesimo anniversario della fine della seconda guerra mondiale, a metà degli anni novanta, fu l'occasione per avviare numerosi nuovi studi che portarono nuova luce su questo periodo, rappresentando così il momento per riassumere tutto il lavoro svolto negli anni precedenti.
Le ultime rilevazioni effettuate dal Comité d'histoire de la Seconde Guerre mondiale (CHSGM) e dal suo successore, l'Institut d'histoire du temps présent (IHTP), contano 8.775 esecuzioni sommarie durante l'epurazione extragiudiziale in 84 dipartimenti dei 90 del 1945, alle quali vanno aggiunte circa 1.500 condanne a morte pronunciate tra il 1944 e il 1951 dall'Alta Corte di Giustizia e dalle corti di giustizia (791 o 767 secondo le indagini) e dalle corti marziali (769 per 77 dipartimenti secondo l'IHTP). Inoltre, furono pronunciate circa diecimila condanne per il reato di indegnità nazionale.
L'epurazione avrebbe quindi provocato in totale tra i 10.000 e gli 11.000 morti,di cui la maggior parte delle esecuzioni sommarie avvennero subito dopo la Liberazione. L'epurazione fu considerata limitata rispetto alla repressione portata avanti dai nazisti e dai collaborazionisti francesi durante l'occupazione, che si stima abbia causato 200.000 morti.

## Purghe extragiudiziali
La Liberazione assunse l'aspetto di guerra civile in alcune regioni, dove alcuni territori furono sotto il controllo dei "signori" della Resistenza.
Tutte le regioni francesi appena liberate subirono l'epurazione extragiudiziale, i collaboratori furono giustiziati dai combattenti della resistenza e spesso la decisione arrivò da una "corte marziale" o da un "tribunale" de facto, mentre nel caso dei singoli atti non ci si preoccupò della parvenza di legalità. Nella foga del momento, i collaboratori noti o presunti sottoposti a processo, furono minacciati di ritorsioni se non avessero cessato la loro attività, o rapiti in attesa del processo o anche uccisi.

### Donne rasate
La collaborazione femminile fu spesso sanzionata con il taglio dei capelli di quelle donne riconosciute come colpevoli (con alcuni casi noti di uomini rasati). Le donne rasate furono accusate dalla folla di "collaborazione orizzontale", cioè di avere avuto rapporti sessuali con gli occupanti, fatto che non costituì un crimine nel codice penale: che i rapporti tra queste donne e i tedeschi fossero di natura sessuale o meno, il taglio dei capelli servì da sfogo alla popolazione frustrata durante i quattro anni precedenti.
Questa pratica non fu vista semplicemente come una sanzione ma anche come una forma di prevenzione, distinguendo dalla massa le persone che avrebbero potuto aiutare il nemico. Il conteggio è difficile da tenere, ma Fabrice Virgili suggerisce un ordine di grandezza di circa ventimila donne rasate. Alcune collaboratrici si affiancarono a coloro che non lo erano: è questo il caso delle donne che si rifiutarono di lasciare il compagno o il marito tedesco durante l'evacuazione dei civili dalle basi sottomarine di Saint-Nazaire, Lorient e Dunkerque, delle prostitute e delle donne rimaste sole durante il conflitto e che per sopravvivere dovettero mettersi al servizio dell'occupante, il più delle volte come sarte o donne delle pulizie.

### Contesa sulle cifre dell'epurazione extragiudiziale

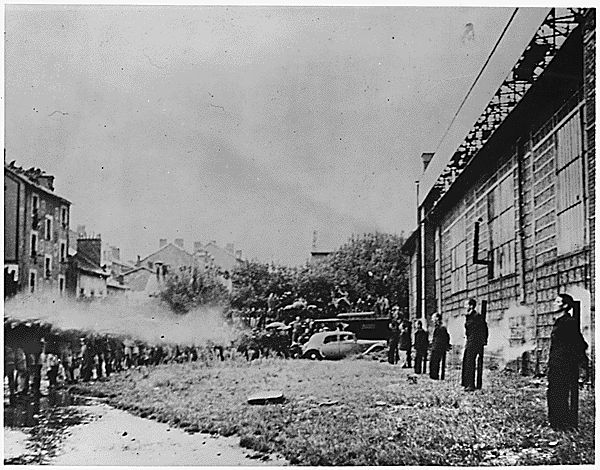
Fucilazione a Grenoble di sei giovani collaborazionisti (22.09.1944)

Molto presto l'epurazione fu oggetto di studiosi e giornalisti, all'inizio si trattò principalmente di testimonianze volte a non lasciare un'immagine neutra. I giornali di estrema destra, vicini al regime di Vichy, montarono un'oscura leggenda sull'epurazione legata all'anticomunismo di un giornalista americano che scrisse di 50.000 persone massacrate dai "rossi" nel solo Sud-Est. Questo tipo di informazione fu filtrata da tutti coloro che videro nella liberazione della Francia la vittoria dei comunisti in favore di una sorta di guerra civile.
Il governo non smentì le cifre che circolarono. Così, nel novembre 1944, il ministro dell'Interno Adrien Tixier avanzò la cifra di 100.000 vittime dell'epurazione. Jean-Pierre Rioux pensò che il governo avrebbe potuto permettere che le cifre aumentassero per riportare le persone riluttanti ad affrontare una rivoluzione quando la guerra non fosse ancora finita. Le indagini storiche pubblicate su Rivarol nel 1951, Défense de l'Occident nel 1957, o  Lectures françaises (Le livre noir de l’épuration di Henry Costonnel del 1964) provengono da quello che lo studioso americano Peter Novick chiama il "campo delle vittime".
In seguito alle interrogazioni dell'Assemblea nazionale, il ministro dell'Interno Jules Moch avviò una prima indagine attraverso i prefetti, secondo cui il totale fu di 9.673 esecuzioni sommarie. La seconda indagine più dettagliata iniziò nel 1952 e indicò un totale di 10.822 esecuzioni, dove furono distinte 8.867 morti di sospettati di collaborazione dalle 1.955 vittime per le quali non fu possibile determinare alcun movente.
Una delle più grandi opere storiche sulla questione dell'epurazione fu la Histoire de l’épuration scritta nell'arco di dieci anni (1966-1975) da Robert Aron secondo cui, confrontando le statistiche dei vari dipartimenti governativi, si arrivò a stabilire una stima di 30.000 - 40.000 vittime. Di contro, i servizi di gendarmeria, e più in generale l'intelligence, sostennero che abbia sopravvalutato le cifre delle due inchieste sulle epurazioni effettuate per conto del Ministero dell'Interno nel 1948 e nel 1952. Nel 1968, Peter Novick pubblicò negli Stati Uniti una tesi in cui criticò le valutazioni raggiunte da Robert Aron, fu tradotta in francese solo nel 1985 con il titolo L’Épuration française 1944-1949. Poco dopo, nel 1988, fu pubblicato L’Épuration sauvage di Philippe Bourdrel.
A causa della controversia, il CHSGM nel 1967 e nel 1981 lo IHTP, avviarono un'indagine approfondita sul numero delle vittime dell'epurazione. In ogni dipartimento, i corrispondenti del CHSGM furono incaricati di determinare il peso della repressione e delle attività delle sezioni dipartimentali dei tribunali di giustizia. L'ultimo rapporto di questo studio sulla repressione degli atti di collaborazione apparve sulla rivista Vingtième siècle. Revue d’histoire nel nº 33 del primo trimestre 1992. Henry Rousso firmò un articolo intitolato L’épuration en France: une histoire inachevée, dove fornì le statistiche di 84 dipartimenti su 90 per un totale di 8.775 esecuzioni sommarie durante l'epurazione sia prima che durante la Liberazione.

### Sanzioni contro gli autori dell'epurazione
Le donne rasate tentarono un'azione legale contro i loro accusatori ma non furono considerate come vittime. L'art. 30 della legge sull'amnistia del 1951 impedì la repressione delle esecuzione extragiudiziali in quanto riguardò "tutti i fatti compiuti dopo il 10 giugno 1940 e precedenti al 1º gennaio 1946 con l'intenzione di servire la causa della liberazione del territorio o di contribuire alla liberazione finale della Francia".
Anche prima del voto di questa legge, alle famiglie delle vittime delle esecuzioni extragiudiziali fu in gran parte negata un'indagine degna di questo nome, sfociata in un'amnistia di fatto successivamente avallata da un'amnistia di diritto.

## Purga giudiziaria
L'indagine governativa del 1948 decise 791 condanne a morte poi eseguite, e quella del 1952, 767 esecuzioni. I due dati sono comunque concordanti.

### Algeria francese
L'epurazione giudiziaria iniziò ad Algeri (all'epoca Algeria francese) il 18 agosto 1943, per ordine del Comitato francese di Liberazione nazionale (CFLN) presieduto dal generale de Gaulle e dal generale Giraud. Questa ordinanza istituì una commissione consultiva e con risorse limitate. Dopo gli sbarchi del novembre 1942 in Nord Africa, furono fatti prigionieri gli alti funzionari di Vichy e Pierre Pucheu, ex ministro degli interni: quest'ultimo fu messo sotto accusa dall'agosto del 1943, il processo iniziò il 4 marzo 1944 con l'accusa di tradimento e fu giustiziato il 20 marzo 1944.

### Detenzione amministrativa
In tutta la Francia, le strutture che in precedenza servirono per l'internamento dei combattenti della resistenza, dei rom, degli ebrei e dei repubblicani spagnoli, furono riservate ai presunti collaboratori. Nel dicembre 1944, il Ministero dell'Interno fornì un elenco di 171 luoghi di internamento (campi, caserme, castelli, ecc.) Nella regione parigina, i collaboratori furono riuniti al Vélodrome d'Hiver e al campo di Drancy, oltre che al penitenziario di Fresnes. Il quotidiano Combat ricorda che le guardie di Fresnes aggredirono il detenuto Tino Rossi per chiedergli un autografo come nel caso di altre celebrità, come Pierre Benoît o Arletty. Nella regione di Tolosa venne utilizzato il campo di Noè.
L'ordinanza del 4 ottobre 1944 autorizzò i prefetti a procedere all'internamento delle persone ritenute pericolose, fino alla cessazione delle ostilità (tra lo sbarco in Normandia e la fine della guerra passerano 11 mesi). In una circolare del 30 agosto 1945, Adrien Tixier, ministro dell'Interno, precisò che il decreto indicante la fine dei combattimenti non fu pubblicato ma che fu opportuno «ritornare quanto prima alla legalità repubblicana» e vietò i nuovi internamenti salvo nei casi gravi come spionaggio e mercato nero. La legge del 10 maggio 1946 fissò la data ufficiale per la cessazione delle ostilità e l'ultimo internato lasciò il campo di Alliers alla fine di maggio.
Il numero degli internati è difficile da stimare. Gli Archivi Nazionali conservano i dati del Ministero dell'Interno indicanti la presenza di circa 49.000 internati nel dicembre 1944, un numero minore dal momento che i dati non includono alcuni dipartimenti e l'Alsazia-Lorena (non ancora liberata). Nel luglio del 1945, i luoghi di internamento ospitarono ancora 39.000 internati, di cui 18.000 stranieri, scesi a 4.200 nel dicembre 1945.
All'inizio della Liberazione, i campi furono utilizzati dalla resistenza per trattenere i sospettati arrestati. I campi a volte furono interamente gestiti dai combattenti della Resistenza, fino all'arrivo delle autorità competenti. In alcuni casi l'internamento fu un modo per evitare le rappresaglie. I campi a volte furono confusi con le carceri, quindi ci sono internati amministrativi nelle carceri e imputati (indagati in attesa di giudizio) nei campi di internamento amministrativo.
Per far fronte alle sfide della gestione di questi campi, il 31 ottobre 1944 Adrien Tixier creò delle commissioni di controllo per i campi di internamento e per gli arresti domiciliari. Presieduta da un magistrato o da un ex magistrato, assistito da un rappresentante del Comitato dipartimentale di liberazione (CDL) e da un funzionario della segreteria generale di polizia, in ogni circoscrizione giudiziaria fu presente una commissione. La commissione nazionale istituita a Parigi si occupò delle difficoltà di approvvigionamento, dell'afflusso improvviso di internati nelle zone di combattimento e delle condizioni di internamento: la Croce Rossa intervenne regolarmente con il benestare delle autorità nei campi per limitare i danni dovuti al sovraffollamento, all'igiene spesso deplorevole, alla mancanza di coperte e posti letto, e inoltre, bisognò far fronte alla scarsa quantità di cibo per la popolazione.
I campi furono gestiti dai combattenti della Resistenza, il personale di guardia a volte fu costituito dai sorveglianti della precedente Occupazione. Come per tutte le professioni, fu difficile fare tabula rasa. I volontari assunti durante la Liberazione non sempre furono in possesso dei requisiti necessari.

### Epurazione legale

#### Ordinanze per la purificazione
Il governo provvisorio della Repubblica francese (GPRF) stilò una serie di ordinanze per epurare l'intera popolazione francese, come nel caso delle ordinanze del 26 giugno 1944 e del 26 agosto 1944, o nei confronti di specifiche categorie come nel caso delle ordinanze del 18 gennaio 1945 e del 5 maggio 1945.

#### Indegnità nazionale
Per impedire l'accesso alle posizioni di responsabilità, fu necessario stabilire delle limitazioni. La «necessità di una purificazione della patria» obbligò a tener conto di quella che si può chiamare una collaborazione «diffusa» e poiché la legge non definì tutte le specifiche forme di collaborazione, le persone sostennero le idee totalitarie pur senza violare direttamente la legge.
L'ordinanza del 26 agosto 1944 mirò a completare l'elenco dei reati in materia di collaborazione e stabilì lo stato di indegnità nazionale. Le camere civiche dei tribunali di giustizia furono responsabili della dichiarazione o meno delle persone implicate nell'oltraggio nazionale. Quando l'imputato fu posto in uno stato di indegnità nazionale, fu in seguito condannato a una pena a tempo determinato o perpetua. L'indegnità nazionale servì come pena supplementare nei tribunali, mentre rappresentò la pena principale nelle camere civiche.
La condanna rientrò nell'ambito della giustizia politica perché la legge prevedeva di "proibire a taluni individui le varie funzioni economiche e professionali elettive che danno influenza politica ai loro titolari", destituendo dall'alto servizio pubblico, come dai mandati sindacali e politici. Le nozioni di "cittadino indegno" o di "pratiche antinazionali" mostrarono la volontà di intraprendere un'epurazione politica in senso proprio.

### Giurisdizione
Il GPRF istituì dei tribunali speciali per giudicare gli atti di collaborazione, l'Alta Corte di giustizia per i membri dei governi, le corti di giustizia per tutti coloro che rientrarono nell'ambito del codice penale e le camere civiche delle corti di giustizia per i restanti. Le camere civiche rischiarono di diventare delle sezioni speciali dei tribunali di giustizia. L'estensore della legge probabilmente non fu a conoscenza delle sezioni speciali utilizzate dal governo di Vichy per processare i colpevoli dei reati politici.

### Alta Corte di Giustizia

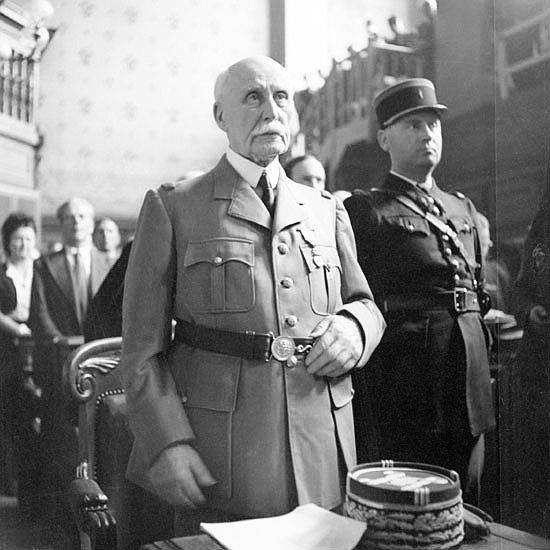
Philippe Pétain a processo.

L'Alta Corte di Giustizia esisteva già nella Costituzione della Terza Repubblica, creata dalle leggi del 16 e 24 febbraio 1875. Fu ricreata il 18 novembre 1944, con sede a Parigi, incaricata di giudicare Philippe Pétain, capo di Stato francese, i membri del governo (ministri e segretari di stato), i commissari generali, i governatori generali, gli alti commissari e i loro potenziali complici.
Non fu più controllata dai senatori, ma presieduta dal presidente della Corte di Cassazione, assistito dal presidente della camera penale della Corte di Cassazione francese, e dal presidente della Corte d'Appello di Parigi. L'Alta Corte di Giustizia fu composta da 24 giurati, estratti a sorte da due liste (12 per lista): la prima lista comprese 50 giurati tra senatori e deputati in carica dal 1º settembre 1939; la seconda lista fu composta da 50 persone scelte dall'Assemblea Consultiva tra i membri della resistenza.
La legge del 27 dicembre 1945, con l'art. 1, modificò la composizione dell'Alta Corte di Giustizia, da quel momento fu composta da 27 membri, tre magistrati e 24 giurati tutti estratti a sorte da un elenco di 96 deputati dell'Assemblea Nazionale Costituente, eletta il 21 ottobre 1945. La quota dei partiti politici nell'elenco dei 96 deputati fu proporzionale al numero di deputati di ciascun partito eletto nell'Assemblea: in questo modo l'Alta Corte di Giustizia si trasformò in Alta Corte Parlamentare. L'art. 10 dell'ordinanza specificò che le decisioni dell'Alta Corte di Giustizia dovevano essere prese congiuntamente sia dai magistrati che dai giurati oltre che motivate. Il principio della tregua non si applicò per le persone condannate dall'Alta Corte di Giustizia, non fu previsto l'appello in Cassazione ma solo la grazia come unico rimedio possibile.
L'Alta Corte di giustizia fu nuovamente modificata dalla legge del 15 settembre 1947. Con la legge del 19 aprile 1948, tornò come fu concepita inizialmente, cioè un tribunale puramente parlamentare: il Senato lasciò il posto all'Assemblea Nazionale; l'Alta Corte di Giustizia fu composta da 15 membri, un presidente, due vicepresidenti e dodici giurati scelti in un elenco di 72 deputati. La quota di ciascun gruppo parlamentare nell'elenco dei giurati fu proporzionale al loro peso politico nell'Assemblea nazionale.
Il primo processo celebrato fu quello dell'ammiraglio Jean-Pierre Esteva, residente generale di Francia in Tunisia: fu condannato all'ergastolo il 15 marzo 1945, evitò la pena di morte perché il tribunale riconobbe che l'accusato aiutò dei patrioti nel maggio 1943, poco prima di lasciare la Tunisia. Malato, Esteva fu graziato l'11 agosto 1950. Morì pochi mesi dopo.
Il 23 luglio 1945 iniziò il processo al maresciallo Pétain, durante il quale il più giovane avvocato del maresciallo, Jacques Isorni, infiammò l'aula. Il 15 agosto 1945, l'Alta Corte di Giustizia condannò Pétain alla pena di morte, ma, data la sua età e il suo stato di servizio durante la prima guerra mondiale, vide la sua pena commutata in ergastolo.
Il due volte presidente del Consiglio Pierre Laval riuscì a fuggire in Spagna. Tuttavia, Franco lo rimandò a Innsbruck, nel bel mezzo della zona di occupazione degli Stati Uniti, dove fu arrestato e consegnato alle autorità francesi. Il suo processo si aprì all'inizio di ottobre 1945. Dopo un processo fallito, l'ex capo del governo fu condannato a morte per tradimento il 9 ottobre 1945 e fucilato il 15 ottobre al castello di Vincennes. L'ultimo processo riguardò André Parmentier, direttore generale della polizia e segretario generale del Ministero dell'Interno. Il 1º luglio 1949 fu condannato a 5 anni di reclusione e sollevato dalla condanna per atti di resistenza. Il 1º luglio 1949 la corte si riunì ancora, esaminò altre 108 cause pronunciando altrettante sentenze:
- in 8 casi, gli accusati morirono prima del giudizio, estinguendo quindi l'azione legale: Jean Bichelonne morì in Germania nel dicembre 1944.
- 3 assoluzioni: Émile Laure (Segretario Generale del Capo dello Stato) il 2 luglio 1948, Félix Olivier-Martin (Segretario Generale della Gioventù) il 28 giugno 1949 e Marcel Peyrouton (Governatore Generale dell'Algeria) il 23 dicembre 1948.
- 42 sentenze di non-luogo a procedere: Jacques Le Roy Ladurie (12 dicembre 1945), Jérôme Carcopino (11 gennaio 1947), Weygand, ecc.
- 18 condanne a morte, di cui 3 eseguite (Pierre Laval, Joseph Darnand, Fernand de Brinon), 5 commutate e 10 per assenza: Jacques de Lesdain fu condannato a morte in contumacia nel 1950.
- 8 condanne ai lavori forzati, di cui 2 a vita (Gabriel Auphan, Hubert Lagardelle).
- 14 pene detentive, di cui 13 per un periodo di tempo determinato (Yves Bouthillier, André Marquis, Henri Bléhaut, Xavier Vallat) e una all'ergastolo (Jean-Pierre Esteva).
- 15 sentenze per indegnità nazionale, come la sentenza principale, di cui 7 sospese per "atto di resistenza".

L'Alta Corte di Giustizia si riunì di nuovo tra il 1954 e il 1960 quando i detenuti in contumacia si arresero o furono fatti prigionieri. Il tribunale fu più indulgente che non durante i processi in contumacia condannando a 20 anni di lavori forzati il residente generale in Marocco Charles Noguès, il 28 novembre 1947 in contumacia, e l'indegnità nazionale riconosciuta il 26 ottobre 1956.

#### Tribunale di giustizia
I tribunali di giustizia furono creati con l'ordinanza del 26 giugno 1944. Per il GPRF fu necessario organizzare l'epurazione e affermare la propria autorità sui territori liberati. Prima di tutto, furono stabiliti nelle città in cui furono presenti le corti di appello. Questi tribunali furono 30 nel gennaio 1946 e 25 nel gennaio 1947, la corte di giustizia di Parigi fu l'ultima a cessare la sua attività.
I tribunali di giustizia furono soppressi con la legge del 29 luglio 1949, se il caso fosse stato giudicato in contumacia, la decisione raggiunta dopo il 29 luglio 1949 passò davanti al tribunale di Parigi. Dopo il 1951 subentrarono i tribunali militari.
L'art. 6 dell'ordinanza indicò che la procedura seguita dai tribunali di giustizia fosse quella della corte di assise. Il tribunale fu composto da un magistrato a presiedere il tribunale, quattro giurati nominati da una commissione composta da magistrati e membri della commissione dipartimentale di liberazione (CDL), un commissario di governo con funzioni di pubblico ministero, e un giudice istruttore.
Secondo il rapporto ufficiale finale del 31 gennaio 1951, il numero totale di fascicoli trattati dai tribunali di giustizia (inclusa la loro camera civica) fu di 311.263. I tribunali giudicarono 57.954 fascicoli, consentendo di pronunciarsi su 55.331 persone, stabilendo:
- 6.724 assoluzioni;
- 6.763 condanne a morte, 2.853 pronunciate in presenza degli imputati, di cui 767 eseguite (il resto, cioè 2.086 furono commutate in altre pene), e 3.910 per assenteismo;
- 13.339 condanne ai lavori forzati, di cui 2.702 ergastoli (454 in presenza dell'imputato, 2.248 per assenteismo) e 10.637 a tempo (1.773 in presenza dell'imputato, 8.864 per assenteismo);
- 2.044 pene detentive (1.956 in presenza dell'imputato, 88 per assenteismo);
- 22.883 pene detentive;
- 3.578 condanne per indegnità nazionale (3.559 in presenza dell'imputato, 19 per assenteismo).

#### Giurie d'onore
Con l'ordinanza del 21 aprile 1944, il GPRF decise di escludere per ineleggibilità i membri dei governi dal 16 giugno 1940 alla Liberazione, i funzionari destituiti alla Liberazione, gli approfittatori degli eventi di guerra, i membri del consiglio nazionale di Vichy, i consiglieri di Parigi e i membri dei consigli dipartimentali (a meno che non fossero stati eletti prima del 1940), e infine i parlamentari che votarono per il "sì" nel luglio 1940 o che mantennero un incarico dopo il 1942, anche se onorario. Tuttavia, poterono essere sollevati da questa sentenza dal prefetto. La decisione fu poi affidata alla giuria d'onore.

#### Camere civiche
Furono create con l'ordinanza del 26 agosto 1944, inizialmente note come sezione speciale dei tribunali di giustizia. La somiglianza con le sezioni speciali delle (recenti) corti d'appello spinse al cambio di nome. Dopo l'ordinanza del 30 settembre 1944, il presidente e i quattro giurati sedettero nell'aula civica del tribunale di giustizia. Ogni camera civica mirò a processare quelle persone le cui azioni non furono penalmente punibili, ponendo i condannati in uno stato di indegnità nazionale per poi punirli.
Secondo il rapporto conclusivo del 31 gennaio 1951, le camere civiche dei tribunali di giustizia giudicarono 69.797 casi, consentendo di pronunciarsi sul caso di 69.282 persone:
- 19.453 assoluzioni;
- 14.701 condanne per indegnità nazionale a vita: 9.946 pronunciate in presenza dell'imputato e 4.755 in contumacia;
- 31.944 condanne per indegnità nazionale a tempo: 30.617 pronunciate in presenza dell'imputato, e 1.327 in contumacia;
- 3.184 persone furono condannate e immediatamente scarcerate per atti di resistenza.

#### Tribunali militari
Le giurisdizioni militari funzionarono prima dell'istituzione dei tribunali di giustizia e successivamente per giudicare il resto degli affari in corso. L'indagine del CHSGM per epurazione giudiziaria contò 769 condanne eseguite in 77 dipartimenti.

### Condono presidenziale
Charles de Gaulle scrisse nelle sue memorie che gli furono presentate 2.071 domanda di grazia: ne respinse 768 e concesse 1303 grazie. Tra queste i casi di Jacques Vasseur, Philippe Pétain e Christian Sarton du Jonchay.

## Altre purghe

### Purga degli intellettuali
L'epurazione degli intellettuali si verificò sia per via extragiudiziale che giudiziaria, anche se di natura diversa dalle altre forme di epurazione. Gli intellettuali ebbero chiara la situazione in Francia durante la guerra, essi stessi furono fonti per la giustizia. Gli scritti prodotti durante l'occupazione serviranno a condannare i loro stessi autori, dal momento che questi ultimi furono i predicatori della vittoria tedesca, della gloria della nuova Europa o del maresciallo Pétain, sia alla radio (TSF), che al cinema che sui giornali e sulla stampa in generale. Alcuni furono impegnati a pieno nella collaborazione e fecero parte dello staff politico responsabile della nazione. Il Segretario di Stato per l'Informazione Philippe Henriot fu il responsabile della propaganda di Vichy e pagò con la vita il 28 giugno 1944, ucciso dalla Resistenza.
Gli intellettuali parigini collaborazionisti furono rapidamente arrestati. I campi del Vel d'Hiv, di Fresnes e Drancy furono pieni di scrittori, attori e giornalisti. Molti vennero rilasciati dopo aver "istruito" il loro fascicolo mentre altri scelsero di comparire davanti alla Corte di Giustizia di Parigi. Questo movimento fu visibile in tutta la Francia, in provincia l'elemento più marcato dell'epurazione degli intellettuali fu la nascita spontanea di nuovi giornali nati dalle ceneri di altre testate apparse durante l'occupazione. L'ordinanza del 30 settembre 1944, relativa alla stampa, mise fuori legge tutte le testate nate dopo il 25 giugno 1940: Le Maine libre sostituì La Sarthe, Le Dauphiné libéré fu prevalente nelle regioni delle Alpi, La Charente sostituì Libre, Sud Ouest sostituì La Petite Gironde.
Nella stampa gli epurati furono più giornalisti che direttori di giornali. Così, nel novembre 1944, Georges Suarez, direttore del quotidiano Aujourd’hui, autore nel 1942 di Pétain ou la démocratie? Il faut choisir? fu giustiziato il 9 novembre. Albert Lejeune, direttore di molti giornali provinciali e della casa editrice L'Auto, mantenne ottimi rapporti con la "Propaganda Abteilung in Frankreich", l'organo di propaganda dell'esercito tedesco, cosa che gli valse l'arresto e la condanna a morte, fu giustiziato a Marsiglia il 3 gennaio 1945.
Nel campo dell'editoria le denunce variarono a seconda della posizione. L'editore Gaston Gallimard non se ne preoccupò a differenza di Robert Denoël (vicino a Robert Brasillach e Louis-Ferdinand Céline in particolare). Robert Brasillach, caporedattore di Je suis partout, e di cui Gallimard pubblicò una raccolta di testi nel 1941, "Il processo a Giovanna d'Arco", fu condannato a morte e fucilato il 6 febbraio 1945. La condanna a morte e la petizione a sostegno dell'appello alla clemenza di Brasillach divisero la comunità letteraria tra gli "indulgenti" e gli "intransigenti". La fazione "intransigente" nacque dalla nuova generazione cresciuta nella Resistenza (Jean-Paul Sartre, Vercors, Paul Éluard ), generazione che rivendicò la piena responsabilità di Brasillach, mentre la fazione "indulgente", cioè gli anziani che avrebbero potuto anche unirsi alla Resistenza (Jean Paulhan, Georges Duhamel, François Mauriac), rivendicò il diritto di sbagliare. Un altro famoso autore, lo scrittore Paul Chack, fu fucilato il 9 gennaio, quasi un mese prima di Brasillach. Lo scrittore e giornalista Lucien Rebatet, che rifiutò un posto nell'amministrazione dell'informazione di Vichy, fu incarcerato, morirà di vecchiaia senza aver rinunciato alle sue convinzioni.
Anche i giornalisti radiofonici furono condannati a morte dalla Corte di giustizia di Parigi: Jean Hérold-Paquis, direttore editoriale di Radio Paris, membro della Milizia francese, Jean Luchaire, acceso collaborazionista direttore del quotidiano La France e della stazione radio Ici la France come Ministro dell'Informazione del "governo" francese in Germania. Il Comité national des écrivains (CNE) pubblicò alcuni elenchi di "scrittori indesiderabili". I membri del CNE si impegnarono a non lavorare con editori e scrittori che aiutarono moralmente o materialmente l'occupazione: un ostracismo basato sulle idee, una purga ideologica basata su fatti soprattutto politici.
La purificazione specifica degli intellettuali a livello professionale fu disciplinata dall'ordinanza L'Ordonnance du 30 mai 1945 relative à l’épuration des gens de lettres, auteurs et compositeurs, des artistes peintres, dessinateurs, sculpteurs et graveurs grazie alla creazione di due comitati:
- il comitato nazionale per la purificazione dei letterati, degli autori e dei compositori;
- il comitato nazionale per la purificazione di pittori, disegnatori, scultori e incisori.

I comitati pronunciarono le sentenze colpendo le professionalità: divieto di suonare, di pubblicare, di "tenere conferenze e dibattiti" (art. 3), di esporre, di vendere (art. 4), di riscuotere diritti d'autore e di riproduzione. Il reddito (diritto d'autore e diritti di riproduzione) dei condannati fu versato nelle opere e le sanzioni non poterono superare i due anni.
Nel cinema, una prima epurazione, seppur ufficiosa, avvenne già dal giugno 1944, come per gli attori Albert Préjean, Viviane Romance, Arletty, registi come Léo Joannon e giornalisti coinvolti nei film di propaganda come André Castelot. Dal settembre 1944 subentrò il Comitato per la liberazione del cinema francese, creato clandestinamente nel 1943 e guidato da Pierre Blanchar, Jean-Paul Le Chanois (alias Comandante Marceau) e Louis Daquin, procedette alle sospensioni come quelle del regista Jean Mamy, di Armand Thirard o Raoul Ploquin. Dopo il dicembre 1944, fu la sezione cinema del Comitato Interprofessionale Regionale di Purificazione (CRIE), a farsi carico dell'epurazione ufficiale: tra il 1945 e il 1949 arrivarono alla sezione poco più di 1.000 pratiche. Con il passare del tempo, questa epurazione ufficiale fu sempre più indulgente, sia per la tendenza sempre maggiore al perdono sia per rilanciare l'industria cinematografica, sempre più minacciata dal cinema hollywoodiano.
Risponderanno ai tribunali anche i professionisti del cinema, come Robert Le Vigan, condannato a 10 anni di lavori forzati nel 1946 (liberato nel 1948 finirà i suoi giorni in Argentina), oppure Jean Mamy, condannato a morte nel 1948 e fucilato nel 1949.

### Purga amministrativa
Furono create delle commissioni dipartimentali all'interno di ogni amministrazione e una commissione centrale in ogni ministero, con il compito di portare a termine la purificazione dell'amministrazione: in totale furono sanzionati dai 22.000 ai 28.000 tra dipendenti pubblici e dipendenti di aziende nazionali, vale a dire tra l'1,4 e l'1,8% del numero dei dipendenti pubblici. Quasi la metà delle sanzioni applicate furono permanenti, come ad esempio licenziamenti o pensionamenti automatici. I ministeri più interessati furono l'interno, l'istruzione, i trasporti (SNCF), le finanze, le PTT. Ad esclusione di Maurizio Papon, condannato nel 1998 dopo 17 anni di procedimento, non fu sanzionato nessun prefetto.

### Purga nell'esercito
Con l'eccezione dell'ammiraglio Charles Platon, ministro delle colonie nel governo di Vichy dal 1940 al 1943, giustiziato il 28 agosto 1944 dai Francs-tireurs et partisans (FTP) dopo un processo sommario, i membri dell'Alto Comando dell'Esercito furono perseguiti davanti alla Corte dell'Alto Comando, che ascoltò 108 cause tra cui quelle di 24 generali: 11 ammiragli, 8 dell'esercito e 5 dell'aeronautica. La prima condanna fu pronunciata dal tribunale militare di Algeri nel maggio 1944 contro l'ammiraglio Derrien, condannato all'ergastolo per aver lasciato ai tedeschi il porto di Biserta. La maggioranza dei militari fu accusata di aver semplicemente obbedito a un governo dichiarato illegittimo dai nuovi leader.
Anche le quattro condanne a morte saranno poi commutate in ergastolo: Jean-Pierre Esteva, generale residente in Tunisia durante lo sbarco degli Alleati nel Nord Africa; Henri Dentz, comandante delle forze in Siria nel 1940-1943; Jean de Laborde che affondò volontariamente la flotta francese a Tolone; Eugène Bridoux, latitante in Spagna fu condannato in contumacia. Il caso del maresciallo Pétain fu trattato singolarmente.
Ammiragli e generali furono condannati a pene detentive variabili tra due e dieci anni: Abrial, Robert, Bléhaut, Auphan, Marchese, Bergeret, Delmotte e il generale Noguès, quest'ultimo in contumacia. Altri beneficiarono del non-luogo a procedere dopo lunghe procedure, come per Weygand o Laure. La situazione di alcuni ufficiali fu esaminata anche dalle commissioni per l'epurazione dell'esercito: il risultato fu la rimozione di circa 3.000 militari, le misure di amnistia successive ridurranno le condanne e reintegreranno anche alcuni dirigenti.

### Purga religiosa
Dopo la Liberazione, il generale de Gaulle e il CNR, il cui allora presidente era il democristiano Georges Bidault, volevano l'epurazione dell'episcopato, poiché la maggioranza dei vescovi aveva sostenuto l'obbedienza al maresciallo Pétain e in qualche modo erano ritenuti complici del gioco di propaganda dell'occupante. Per Bidault il provvedimento avrebbe riguardato un terzo dell'episcopato. In un primo momento de Gaulle chiese la partenza del nunzio Valerio Valeri, che Pio XII accettò con riluttanza di sostituire con monsignor Roncalli, il futuro papa Giovanni XXIII.
André Latreille, combattente della resistenza e vicedirettore del culto, fu il responsabile dell'avanzamento del fascicolo. Dovette fare i conti con il nuovo nunzio che avrebbe agito con tenacia nella direzione dell'indulgenza. Ammise come argomento solo il caso di odium plebis, ossia il caso in cui il vescovo avesse suscitato l'odio dei suoi fedeli. Le discussioni si trascinarono dal febbraio al maggio 1945, con l'opinione pubblica abbastanza indifferente verso la questione. In conclusione, il papa si dichiarò disponibile a valutare la questione se il numero di vescovi accusati fosse stato limitato, senza però toccare i cardinali. In questo modo, il governo della Repubblica ottiene le dimissioni di:
- François-Louis Auvity, vescovo di Mende;
- Florent du Bois de la Villerabel, arcivescovo di Aix;
- Henri-Édouard Dutoit, vescovo di Arras;
- Roger Beaussart, vescovo ausiliare di Parigi, che scontò l'intoccabilità, da cardinale, dell'arcivescovo di Parigi Emmanuel Célestin Suhard.

Furono risparmiati alcuni casi spinosi: il vescovo di Poitiers Édouard Mesguen, quello di Saint-Brieuc François Serrand e l'arcivescovo di Bordeaux Maurice Feltin, futuro cardinale. A questi si aggiungeranno, su richiesta di De Gaulle, i vicari apostolici di Saint-Pierre e Miquelon, di Arcidiocesi di Dakar Dakar e di Rabat. In cambio della moderazione mostrata dalle pubbliche autorità, Pio XII accetterà di concedere il cardinalato a Jules Saliège, arcivescovo di Tolosa, Clément Roques, arcivescovo di Rennes e Pierre Petit de Julleville, arcivescovo di Rouen.

### Purga economica

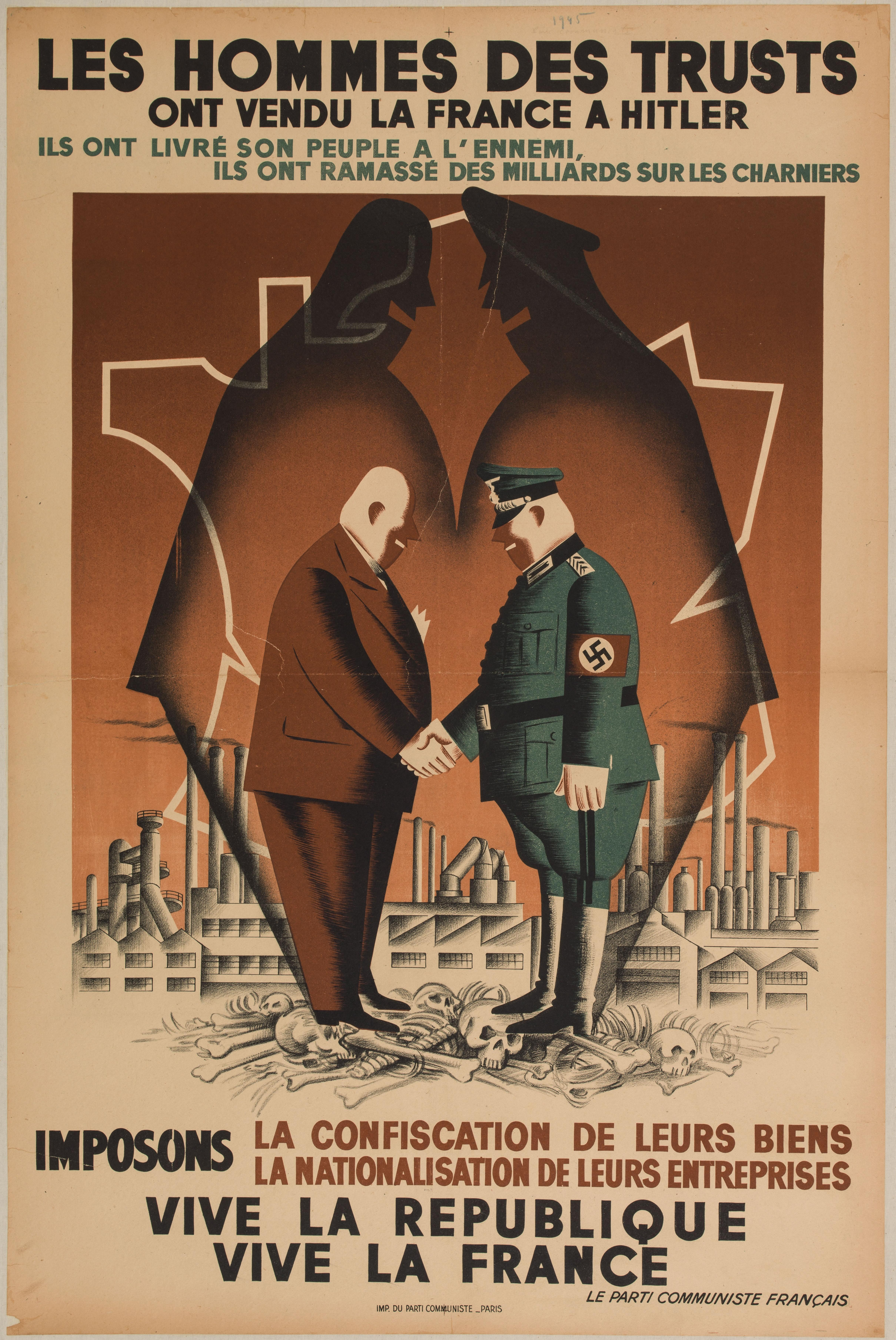
Manifesto del Partito Comunista Francese che accusa "gli uomini dei trust" di aver collaborato con gli occupanti nazisti (1945).

Durante l'occupazione gli stabilimenti automobilistici Renault produssero una serie di veicoli per l'esercito tedesco. Alla Liberazione, Louis Renault fu arrestato come collaboratore, morì in carcere prima del processo in circostanze oscure. Le sue fabbriche furono sequestrate dal governo provvisorio e nazionalizzate con il nome di Régie Nationale des Usines Renault.
Uno dei casi più importanti di questa epurazione economica fu lo scandalo seguito all'archiviazione dell'Affaire Brice, durante il quale l'ingegnere Pierre-Louis Brice fu giudicato per la sua partecipazione nella costruzione del Vallo Atlantico.

## Amnistie
Dopo la seconda guerra mondiale, lo Stato lavorò per ottenere la riconciliazione nazionale: il paese rimase esangue, il 1º gennaio 1946 furono ripristinate le tessere annonarie del pane, dichiarate inutili prima delle elezioni comunali, legislative e senatoriali del 1945: il 27 agosto 1947 la razione di pane fu ridotta a 200 grammi al giorno. La guerra era già vinta da oltre due anni. Il Piano Marshall fu messo in atto dal 1947 e fu uno dei fattori principali per la ricostruzione. Il neonato GPRF non poté permettersi il persistere dell'idea dei "cattivi cittadini" da punire, imperante nelle ordinanze relative alla repressione degli atti di collaborazione, e per questo motivo furono promulgati dei condoni nei confronti dei dipendenti pubblici.
Gli storici contemporanei usano il neologismo deseprazione per descrivere questo periodo, il quale fermò l'azione dell'epurazione attraverso le leggi per l'amnistia e la restituzione dei beni confiscati.

### Amnistia del 16 agosto 1947
Il 16 gennaio 1947, Vincent Auriol fu eletto Presidente della Repubblica. Avendo potere di amnistia ebbe la possibilità di rimettere le condanne e quindi anche di liberare i prigionieri. Il 16 agosto dello stesso anno firmò una legge di amnistia in cui furono inclusi alcuni articoli riguardanti i collaboratori condannati. La legge riguardò un pubblico abbastanza vasto. Dopo gli autori dei vari reati, i Titoli II e III furono rivolti ai minori, e ad "alcune categorie di delinquenti", comprese le persone purificate.
L'art. 17 specificò che l'amnistia si applicasse solo ai casi di condanna per aver scritto o distribuito i documenti "contrari agli interessi del popolo francese" ma senza venire meno al "dovere di attaccamento alla Francia". L'ambito fu quindi ridotto agli autori e propagandisti della Révolution nationale, esclusi i difensori della Collaborazione. Inoltre, l'art. 20 riguardò le colonie e i loro cittadini valutando le pene di indegnità nazionale degli algerini, se condannati in Algeria, nonché di tutte le pene relative alla semplice obbedienza alle direttive di Vichy, se condannati in Francia.

### Amnistia del 5 gennaio 1951
Il 5 gennaio 1951, il parlamento approvò una nuova legge "sull'amnistia, stabilendo un sistema di scarcerazione anticipata, limitando gli effetti dell'indegnità nazionale e sopprimendo le attività contrarie alla nazione": si trattò infatti di una legge dedicata alle persone già epurate. Dopo aver redatto l'istanza di sanatoria, il detenuto poté ottenere un decreto in suo favore. L'applicazione della legge comportò la remissione di tutte le pene principali e accessorie, "in particolare la retrocessione, nonché il venir meno di ogni decadenza, esclusione, incapacità e privazione di diritto connessi alla pena", come indica l'art. 14. Tuttavia, è tuttora applicata la confisca dei proventi illeciti.
Le onorificenze non furono restituite con i condoni, non furono reintegrate le loro funzioni e gradi da cui subirono la decadenza, idem per la Legion d'Onore e le altre onorificenze (artt. 15 e 16).
L'indegnità nazionale istituì le interdizioni e gli altri licenziamenti, previsti dall'art. 21 del 26 dicembre 1944. Con la legge sull'amnistia del 5 gennaio 1951, le persone furono ancora punite per indegnità nazionale seppur riconquistando alcuni diritti civili. La legge concesse l'amnistia di diritto agli imputati condannati, la cui pena fu pronunciata dalla camera civica o dal tribunale di giustizia, se questa non superasse i quindici anni, tenuto conto delle varie grazie allegate alla sentenza (art. 2), o se l'imputato fosse già "scusato" in vista di queste azioni per la Resistenza, ma si trovasse ancora in stato di "indegnità" nazionale (art. 1).
I beneficiari del diritto furono anche i minori di ventuno anni all'epoca dei fatti, sanzionati dalla corte di giustizia con ordinanza del 28 novembre 1944. Per questo, la pena detentiva pronunciata nei loro confronti non dovette superare i cinque anni, e non dovette essere seguita o preceduta da altra pena (art. 3). La legge prevedeva anche misure individuali di ampliamento della popolazione amnistiabile. Ai combattenti della Resistenza fu concessa l'amnistia per gli atti compiuti con l'intenzione di servire la causa della liberazione del territorio o di contribuire alla liberazione definitiva della Francia (art. 30 e 33).

### Amnistia del 6 agosto 1953
La legge sanatoria del 6 agosto 1953 completò quella del 5 gennaio 1951. Così, a soli due anni e mezzo dalla prima sanatoria, lo Stato elaborò un nuovo testo, la cui portata fu molto importante. Consapevoli delle critiche che questa legge potesse provocare, i redattori scrissero il primo articolo in forma di giustificazione della Resistenza:
I provvedimenti che definirono i beneficiari del diritto furono raggruppati negli art. da 2 a 10. Gli atti che comportarono le pene di indegnità nazionale furono sanati senza condizione di durata e di causa (art. 2). Per gli imputati condannati dal tribunale di giustizia alle pene diverse dall'indegnità nazionale, il nuovo testo riprese le restrizioni previste dall'art. 9 della legge 5 gennaio 1951, aggiungendo "colpevole di omicidio, stupro" (art. 4). La pena detentiva massima che consentì il beneficio della legge salì a cinque anni, con una multa inferiore a 200.000 franchi, per le condanne senza successiva grazia (art. 3). I veterani di guerra e i disabili beneficiarono delle condizioni speciali. La durata della pena detentiva non dovette superare i dieci anni e l'eventuale multa di 200.000 franchi (art. 7).
Gli imputati, per beneficiare della grazia, devono ricevere una pena inferiore a cinque anni, o la cui durata sia scaduta prima del 1º gennaio 1952, parimenti la multa annessa alla sanzione non deve eccedere i due milioni di franchi (art. 4). Sono escluse da queste due disposizioni le persone condannate un'altra volta a più di due anni di reclusione. L'art. 6 della legge concesse l'amnistia ai minori di diciotto anni al momento del reato, indipendentemente dai reati e dalle pene. Con l'applicazione dei divieti già menzionati, l'amnistia fu concessa anche ai minori di ventuno anni al momento dei reati, indipendentemente dalla durata della loro pena e furono previsti dei condoni con provvedimenti individuali. Sempre tenuto conto dei limiti definiti dall'art. 4 della legge, poterono beneficiare individualmente dell'amnistia coloro la cui durata della reclusione, comprese le grazie, non superasse i quindici anni, e venti per le categorie di cui all'art. 7 (art. 11).
Sul piano politico, l'art. 19 rese nuovamente eleggibili le persone precedentemente private di tale diritto in base all'ordinanza del 21 aprile 1944 (ordonnance relative à l’organisation des pouvoirs publics après la Libération). I politici che diedero il loro sostegno al governo di Vichy poterono trovare il loro posto almeno a livello locale. Questo provvedimento permise anche di legalizzare le elezioni i cui vincitori non si sarebbero nemmeno dovuti presentare vista l'ordinanza del 21 aprile 1944. La legge sull'amnistia del 6 agosto 1953 annullò la maggior parte delle condanne, rimasero ancora applicabili solo nei casi più gravi, in particolare per gli ergastoli non commutati.

## Confronto con le purghe europee
I paesi dell'Europa occidentale come Norvegia, Danimarca, Paesi Bassi, Belgio modificarono la loro legislazione rendendo retroattive le leggi emanate alla Liberazione. In particolare, Norvegia, Danimarca e Paesi Bassi ripristinarono per l'occasione anche la pena di morte. Il sistema di "indegnità nazionale" fu adottato dai 4 paesi: in questo modo i condannati per collaborazionismo furono ostracizzati dalla società e limitati nei loro diritti civili, politici ed economici. Inoltre, nei Paesi Bassi, 60.000 persone persero la nazionalità olandese, per essere state al servizio di una potenza straniera.
I tribunali utilizzati per l'epurazione dei collaboratori furono i tribunali già esistenti e poi adeguati (i tribunali militari belgi prevedevano la presenza di due civili), o i tribunali speciali creati appositamente per l'occasione (nei Paesi Bassi, 100 tribunali speciali composti da un giudice e due membri della resistenza giudicarono i casi meno gravi). Belgio, Paesi Bassi e Norvegia consentirono gli accordi in fase di giudizio: pertanto, il pubblico ministero fu in grado di proporre una sentenza che, appena accettata dall'imputato, chiudesse il fascicolo e non avesse luogo il processo, riuscendo così a ridurre la durata dell'epurazione giudiziaria.
Se si rapporta il numero delle pene detentive comminate in Francia alla popolazione, cioè 38.000 condanne per 40 milioni di abitanti, se ne ricava che 94 francesi ogni 100.000 furono incarcerati per atti di collaborazione, la stessa proporzione riporta il numero di 374 danesi, 419 olandesi, 596 belgi e 633 norvegesi ogni 100.000 abitanti.

### Confronto con l'occupazione nazista
La purificazione è ritenuta limitata rispetto alle cifre della repressione compiuta dai nazisti e dai collaborazionisti francesi dal 1940 al 1944 durante l'occupazione, stimata in 200.000 morti.

## Nella cultura di massa
- Uranus, di Claude Berri (1990).
- Théo et Marie di Henri Helman (1997). Ispirato all'omonimo romanzo di Jacques Duquesne, il film racconta il destino di due bambini e i drammatici eventi della Liberazione.
- Épuration, di Jean-Louis Lorenzi (2007) - serie televisiva
- Une Épuration française, documentario di Emmanuel Hamon (2015).

### Libri
- AFHJ, La justice des années sombres 1940-1944, La Documentation française, 2001.
- AFHJ, La justice de l'épuration à la fin de la Seconde Guerre mondiale, La Documentation française, Collection Histoire de la Justice, nº18, 2008.
- Henri Amouroux, La Grande Histoire des Français après l’occupation.
  - Tome 9: «Les règlements de comptes, septembre 1944-janvier 1945», Robert Laffont, Paris, 1991.
  - Tome 10: «La page n’est pas encore tournée, janvier-octobre 1945», Robert Laffont, Paris, 1993.
- Robert Aron, Histoire de l’épuration.
  - Tome 1: «De l’indulgence aux massacres, novembre 1942-septembre 1944», Fayard, Paris, 1967.
  - Tome 2: «Les prisons clandestines aux tribunaux d’exception, septembre 1944-juin 1949», Fayard, Paris, 1969.
  - Tome 3-1: «Le monde des affaires, 1944-1953v, Fayard, Paris, 1974.
  - Tome 3-2: «Le monde de la presse, des arts, des lettres…, 1944-1953», Fayard, Paris, 1975.
- Pierre Assouline, L’Épuration des intellectuels, Éditions Complexe, Bruxelles, 1985.
- Marc Bergère (dir), L'épuration économique en France à la Libération, Presses universitaires de Rennes, 2008.
- Jean-Marc Berlière et Franck Liaigre, Ainsi finissent les salauds. Séquestrations et exécutions clandestines dans Paris libéré, Robert Laffont, 2012, 430 p.
- Jacques Boncompain (préf. Henri-Christian Giraud), Dictionnaire de l'épuration des gens de lettres, Paris/Genève, Librairie Champion, 2016.
- Pierre-Denis Boudriot, L’Épuration 1944–1949, Grancher, 2011, 346 p.
- André Bourachot et Henri Ortholan, Les épurations de l'armée française, 1940-1966, L'Artilleur, 2021.
- Philippe Bourdrel, L’Épuration sauvage (1944–1945), tome 2, Perrin, Paris, 1991, 351 p.
- Luc Capdevila, Les Bretons au lendemain de l'Occupation. Imaginaires et comportements d'une sortie de guerre, 1944-1945, Presses universitaires de Rennes, 1999.
- Jean-Paul Cointet, Expier Vichy: l'épuration en France (1943-1958), Perrin, 2008, ISBN 978-2262022006.
- Michèle Cointet et Jean-Paul Cointet (dir.), Dictionnaire historique de la France sous l'Occupation, Taillandier, 2000.
- Michèle Cotta, La Collaboration (1940–1944), Armand Colin, coll. «Kiosque», Paris, 1964.
- Jean-Jacques Gillot, Jacques Lagrange, L'Épuration en Dordogne selon Doublemètre, Périgueux, édition Pilote 24, 208 p.
- Jean-Pierre Koscielniak, Collaboration et épuration en Lot-et-Garonne, 1940-1945, Éditions d'Albret, 2003.
- Annie Lacroix-Riz, La non-épuration en France de 1943 aux années cinquante, Parigi, Armand Colin, 2019,  p. 672, ISBN 978-2200625146.
- Max Lagarrigue, La France sous l'Occupation, in 99 questions sur…, CRDP de Montpellier, 2007,  p. 223, ISBN 978-2866262808.
- Herbert R. Lottman, L’Épuration (1943–1953), Paris, Librairie Arthème Fayard, 1986.
- Claude Malon, Occupation, épuration, reconstruction. Le monde de l'entreprise au Havre, 1940-1950, Presses universitaires de Rouen et du Havre, 2012, 420 p.
- (FR, EN) Peter Novick, L’Épuration française (1944–1945), prefazione di Jean-Pierre Rioux, Parigi, Éditions Balland, 1985  [1985].
- François Rouquet, Mon cher Collègue et Ami…: L'épuration des universitaires (1940-1953), Rennes, Presses universitaires de Rennes, 2010, ISBN 978-2753511927.
- François Rouquet, Une épuration ordinaire (1944-1949): Petits et grands collaborateurs de l'administration française, CNRS éditions, 2011, ISBN 978-2271071545.
- Francois Rouquet e Fabrice Virgili, Les Françaises, les Français et l'Épuration, Gallimard, Folio inédit, 2018, ISBN 978-2-07-044522-6.
- Bénédicte Vergez-Chaignon, Vichy en prison. Les épurés à Fresnes après la Libération, Gallimard, 2006, ISBN 2-07-076209-2.
- Bénédicte Vergez-Chaignon, Histoire de l’épuration, in Bibliothèque historique, Parigi, Larousse, 2010.
- Fabrice Virgili, La France "virile". Des femmes tondues à la Libération, in Petite Bibliothèque Payot, Parigi, Payot, 2004  [2000], ISBN 978-2228898577.

### Articoli
- Marcel Baudot, La résistance française face aux problèmes de répression et d'épuration, n. 81, Revue d'histoire de la Seconde Guerre mondiale, gennaio 1971.
- Marcel Baudot, L'épuration : bilan chiffré, n. 25, Institut d'histoire du temps présent, settembre 1986,  pp. 37-52.
- Fabrice Grenard, La Résistance en accusation. Les procès d’anciens FFI et FTP en France dans les années d’après-guerre, in Vingtième Siècle, 2016.
- Marcel Henriot, Statistique de la répression à la Libération. Département de la Haute-Marne, n. 183, Bulletin du Comité d'histoire de la Seconde Guerre mondiale, settembre-ottobre 1969,  pp. 13-20.
- Jean-Pierre Husson, Statistique de la répression à la Libération. Département de la Marne, n. 243, Bulletin du Comité d’histoire de la Seconde Guerre mondiale, novembre-dicembre 1980,  pp. 36-46.
- Annie Lacroix-Riz, Les grandes banques françaises de la collaboration à l'épuration, 1940-1950. II - La non-épuration bancaire 1944-1950, in Revue de la Seconde Guerre mondiale, n. 142, 1986,  pp. 81-101.
- Jean-Pierre Rioux, L'épuration en France (1944-1945), n. 5, L'Histoire, ottobre 1978.
- François Rouquet, L'épuration administrative en France après la Libération - une analyse statistique et géographique, in Vingtième Siècle : Revue d'histoire, n. 33, gennaio-marzo 1992,  pp. 106-117.
- Henry Rousso, L'épuration en France - une histoire inachevée, in Vingtième Siècle : Revue d'histoire, n. 33, gennaio-marzo 1992,  pp. 78-105.
- Jacques Vadon, Statistique de la répression à la Libération. Département des Ardennes, n. 197, Bulletin du Comité d’histoire de la Seconde Guerre mondiale, gennaio-febbraio 1972,  pp. 22-25.
- Fabrice Virgili, Les « tondues » à la Libération : le corps des femmes, enjeu d'une réaproppriation, in CLIO. Histoire, femmes et sociétés, n. 1, 1995, DOI:10.4000/clio.518.